# Hemautomation
Hemautomation, där även termen "smarta hem" ingår, är förlängningen av "fastighetsautomation" till bostäder men istället först och främst avsedda för användning i privata bostäder och hem. Det är automatisering av hem, hushållsarbete- eller aktiviteter. 
När man refererar om "smarta hemmet" talas det oftast om de fördelar som teknik för hemautomationer för med sig. När just synonym “smart hem” används i  språkligt uttryck pratar man ofta om tekniska prylar som är uppkopplade och att de något förenklat har en mikrokontroller eller en styrenhet med en liten dator i sig med automatiska rutiner.
Hemautomation kan inkludera centraliserad styrning av belysning, VVS (uppvärmning, ventilation och luftkonditionering), apparater och andra system, för att underlätta, förbättra bekvämlighet, energieffektivitet och säkerhet. Hemautomation för gamla och funktionshindrade kan ge ökad livskvalitet för personer som annars skulle behöva personlig assistans eller institutionsvård.